# Бертхолд фон Райнфелден
Бертхолд фон Райнфелден (на немски: Berthold von Rheinfelden, * ок. 1060, † 18 май 1090) е херцог на Швабия от 1079 до 1090 г.

## Биография
Той е син на Рудолф († 1080), германски геген-крал от 1077 г. към Хайнрих IV. Майка му вероятно е Матилда († 1060), дъщеря на император Хайнрих III и Агнес Поатиенска и по-голяма сестра на крал Хайнрих IV.
Бертхолд наследява баща си като херцог, когато е още жив. Император Хайнрих IV поставя Фридрих I за новия херцог на Швабия. Бертхолд оставя борбата против императорската партия преди всичко на херцог Бертхолд II фон Церинген и на Велф IV.
Той умира без деца и е погребан в манастира Сен Блез. Наследен е от зет му Бертхолд II, съпруг на полусестра му Агнес († 1111).